# Zwaard van Woerden

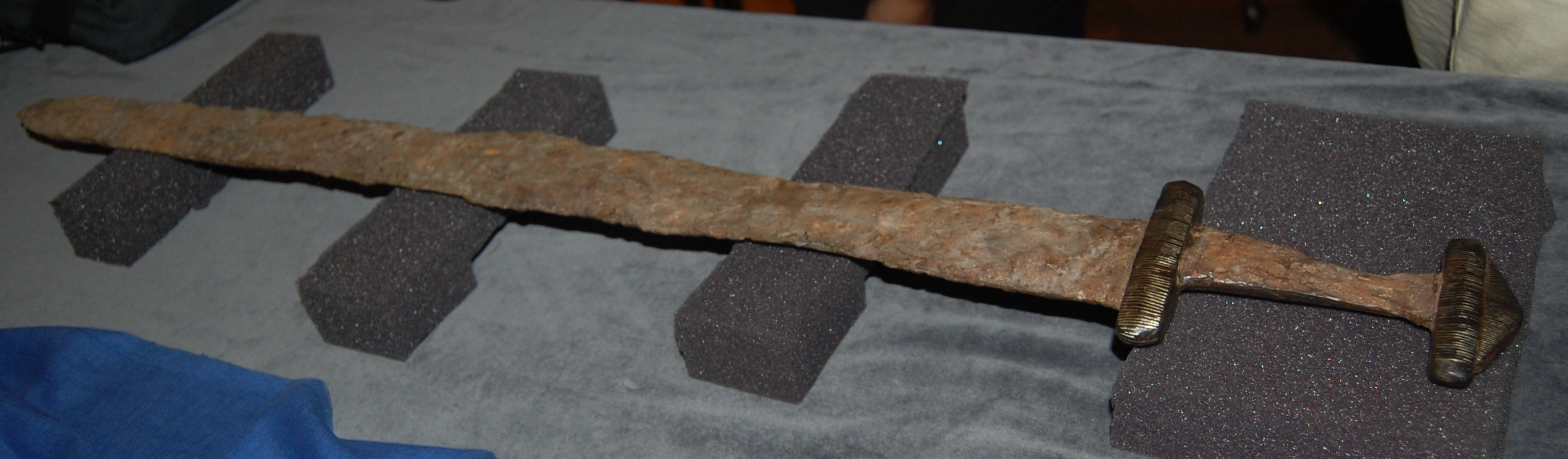
Het zwaard van Woerden, zijde met roest en houtresten

Het zwaard van Woerden is een Frankisch slagzwaard, een ijzeren spatha, dat is gevonden tijdens een archeologische opgraving in de Nederlandse stad Woerden door RAAP in januari 2012. Het zwaard is 90,5 centimeter lang en zoals gewoonlijk bij een spatha aan twee kanten scherp geslepen. De kling heeft een lengte van 75,9 cm. In de roestlaag op het zwaard is de afdruk van de oorspronkelijke houten schede nog zichtbaar. De gevestbekroning en de pareerstang van het zwaard zijn ingelegd met zilveren plaatjes. Bovendien zijn er twee figuratieve versieringen aangebracht op de bovenkant van de gevestplaat.
Het zwaard was sterk geoxideerd en is gerestaureerd. In 2016 werd het zwaard toegevoegd aan de collectie van het Stadsmuseum Woerden, in bruikleen van de provincie Utrecht, eigenaar van het zwaard.

## Vindplaats
Het zwaard werd aan de Hogewoerd gevonden door een amateurarcheoloog die meewerkte aan het archeologisch onderzoek, Hans Kooijman. Hij vond het zwaard met behulp van een metaaldetector op de laatste dag van de opgravingen voordat de bouw van een appartementencomplex in opdracht van woningcorporatie GroenWest van start zou gaan. Dezelfde afgraving bevatte puin van delen van het Romeins castellum, waarschijnlijk van de grote zaal (basilica) van het hoofdgebouw (principia) waardoor de indeling van het castellum beter bekend is geworden.

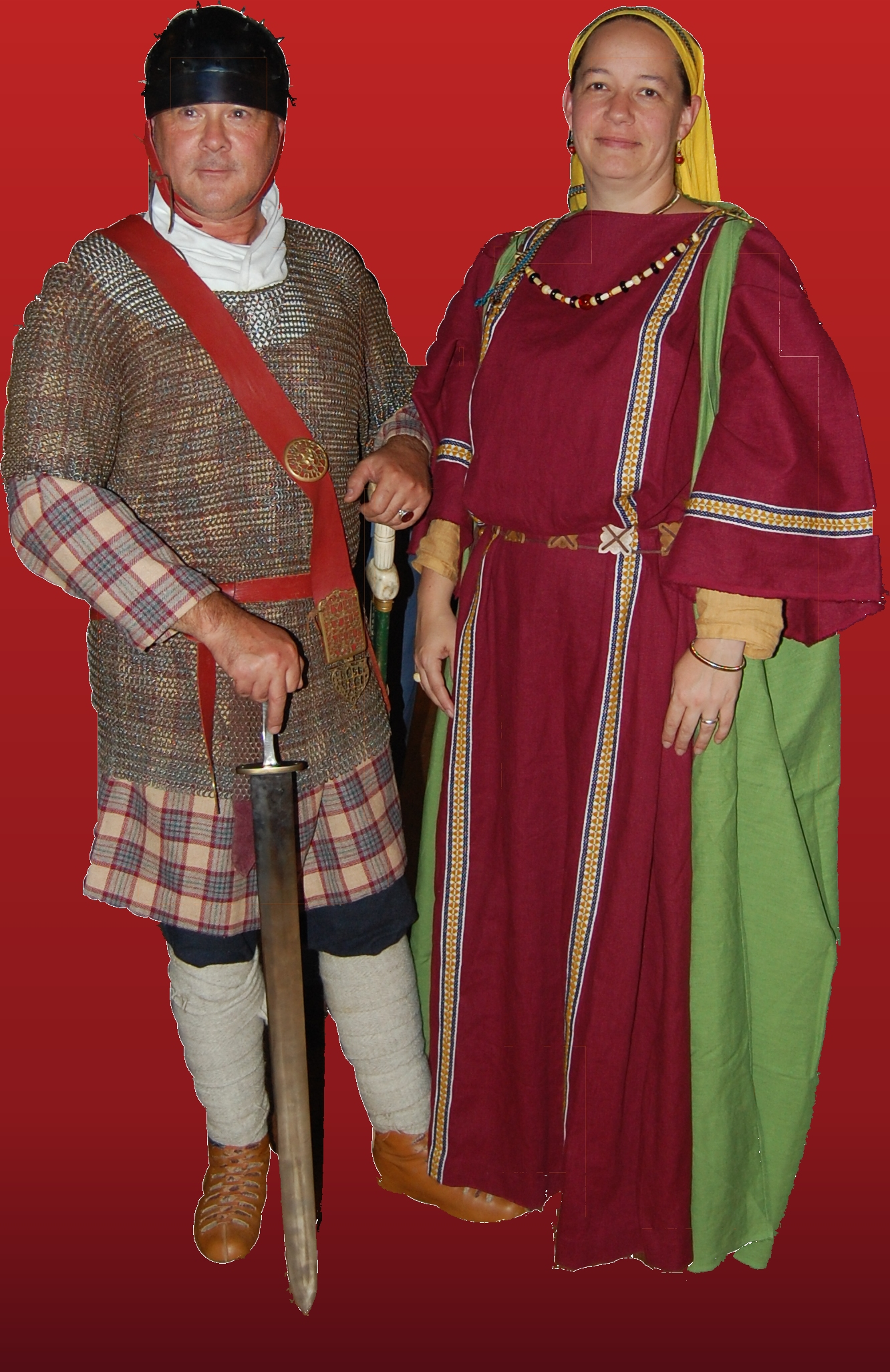
Reconstructie van Frankische edelman met spatha en echtgenote

## Frankisch zwaard

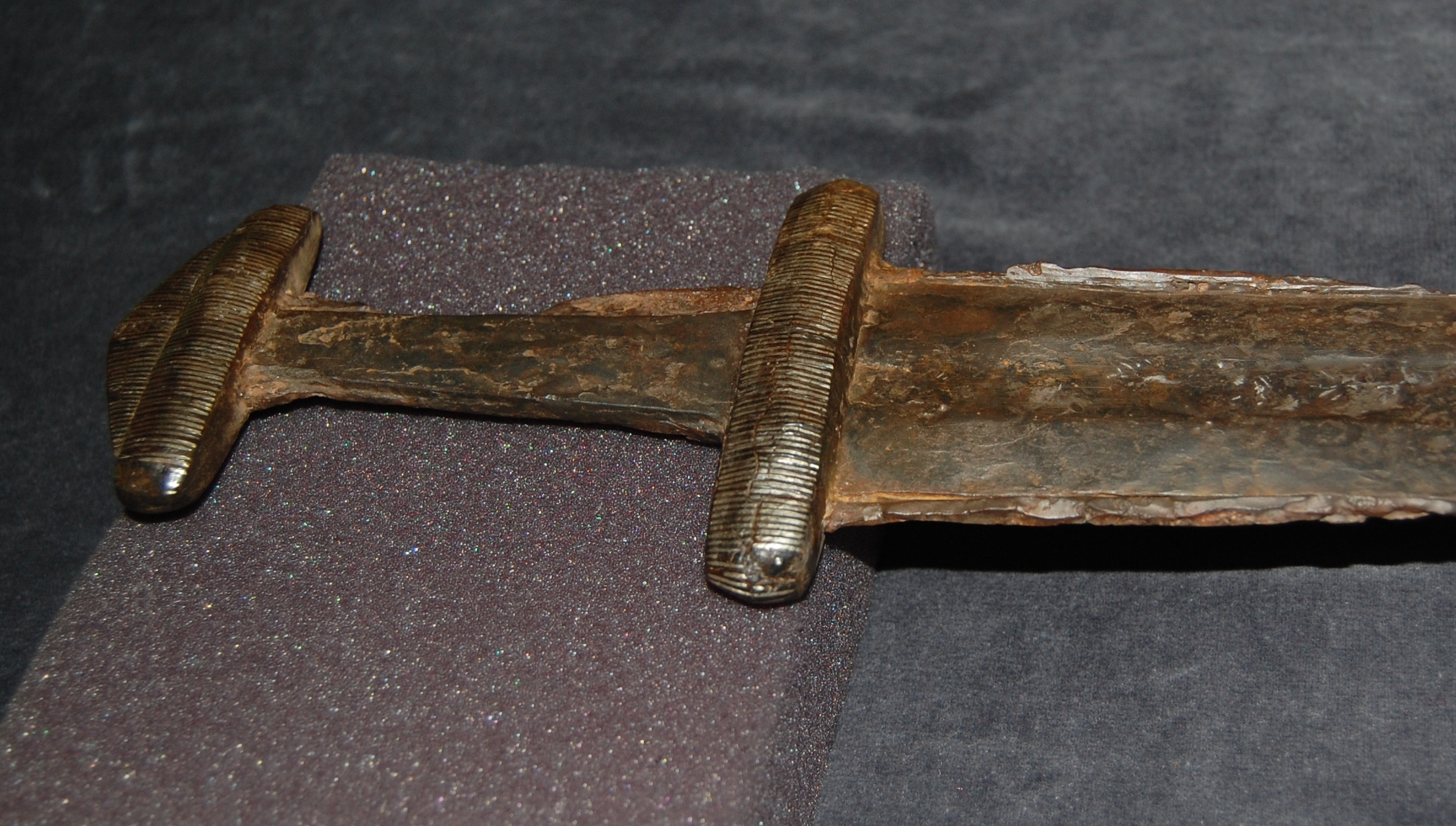
Zijde met alle roest verwijderd. Detail van de zilveren versiering

Het zwaard is gevonden in het Romeins castellum (Laurium) dat in Woerden heeft gestaan en dat rond het jaar 260 door de Romeinen is verlaten en waarvan de resten nog in de bodem aanwezig zijn. Het zwaard is gesmeed tussen 700 en 740 na Christus. Bij de opgravingen werd naast het zwaard een rechteronderbeen gevonden. Dit suggereert dat het zwaard een bijgift is geweest bij een inhumatiegraf, een graf waarin onverbrande menselijke resten zijn bijgezet.
Ook in de directe omgeving van het zwaard werden resten van menselijke skeletten aangetroffen, hetgeen bewijs oplevert dat Woerden in de Frankische tijd bewoond is geweest en dat er een vroegmiddeleeuws grafveld is geweest rond een kerk. Mogelijk was dat een kerk die door Bonifatius is gesticht toen hij Woerden bezocht tussen 719 en 722 na Chr. en die op enige afstand zou hebben gelegen van de Petruskerk, de oudste nog bestaande kerk in Woerden.
Het zwaard, dat met zilver is ingelegd, behoorde waarschijnlijk toe aan een lokale edelman, die vertegenwoordiger was van de Frankische koning. In de geul van het lemmet zijn resten van damascering zichtbaar. Het kostbare zwaard is bij de edelman begraven, zoals dat in deze periode vaker gebeurde bij elitegraven.
Het zwaard is van het type Niederramstadt-Dettingen-Schwabmühlhausen, dat vooral is aangetroffen in Zuid-Duitsland. Er is in Nederland één soortgelijk zwaard gevonden, in Hippolytushoef op Wieringen. Geen van deze andere zwaarden was echter versierd.

## Restauratie
Het zwaard is gerestaureerd door het Limburgse bedrijf Restaura uit Haelen, waarbij het twee maal een jaar in een ontzoutingsbad heeft gelegen. De roest is aan één zijde volledig verwijderd, zodat het metaal zichtbaar is. Aan de andere zijde is de roest deels behouden, omdat daarin het hout van de schede nog zichtbaar is.